# دالي ماكينا
دالي ماكينا هو محامي وسياسي أمريكي، ولد في 7 مايو 1937، وتوفي في 4 مارس 2009. نشط حزبياً في الحزب الديمقراطي. وقد انتخب عضو مجلس ولاية ويسكونسن ‏.